# 徳川貞次郎
徳川 貞次郎（とくがわ さだじろう）は、江戸時代中期の徳川将軍家の男性。江戸幕府の第10代征夷大将軍・徳川家治の次男。母は側室・養蓮院（藤井兼矩の娘）。徳川家基の異母弟。

## 生涯
第10代将軍・徳川家治の次男。母は側室のお品の方（養蓮院）。
貞次郎が生まれるわずか2か月ほど前に異母兄の竹千代（後の家基）が生まれている。母の養蓮院は家治に寵愛されていた田沼意次の後ろ盾で家治の側室になった人物で、家基の生母・お知保の方（蓮光院）は家治の父・家重に重用された大岡忠光の後ろ盾で家治の側室になった人物であった。生まれた子供は同年生まれで、このような背景から両者に子供が生まれると同時に、大奥での主導権争いが熾烈になったという。
若君誕生に伴う諸行事として、奥右筆組頭の白井藤右衛門や目付の松平忠香らが奉行として行なわれ、七夜祝いの折に幼名を貞次郎と命名されて御台所の五十宮（心観院）が養うことが決められた。
しかし、生後3か月後の宝暦13年（1763年）3月16日に夭折した。上野寛永寺の淩雲院に葬られたが、現在は現存していない。

## 徳川貞次郎が登場する作品
テレビドラマ
- 大奥（2024年、フジテレビ、演：市田理葉（第8 - 10話）→ 鈴木福（最終話）。貞次郎が豊千代（後の第11代将軍・徳川家斉）になっている設定。